# Шах-Бану (жена Сукмана)
Шах-Бану, Шах-и Бануп, Шах-Бануван (тур. Şah Bânû, Şah-i Bânûp, Şâh Bânuvân; ум. не ранее 1164) — дочь Изеддина Салтука, эмира Салтукогуллары, и жена Сукмана II, правителя Хлата.

## Биография

### Происхождение
Шах-Бану была дочерью правителя Салтукогуллары. По Ибн аль-Асиру она была сестрой Изеддина Салтука («Сестра его, Шах-Банувар»). Кятиб Челеби назвал её Шах-и Бануп-хатун, сестрой «Силика». Э. Замбаур, вслед за ними, считал Шах-Бану сестрой Салтука и дочерью Али. На самом деле Шах-Бану была дочерью Салтука.

### В браке
Впервые источники упоминают Шах-Бану в связи с её браком. Она вышла замуж за Сукмана II, правителя Хлата. Когда в  1148/49 году Шах-Бану прибыла в Хисн-Кейф по пути в хадж, Артукид Фахреддин Кара-Арслан хорошо принял её. Однако визирь Сукмана Бахаэддин и кади Эрджиша догнали её и попросили вернуться. По предположению К. Хилленбранд, это было связано с тем, что Шах-Бану отправилась в паломничество без сопровождения родственников мужского пола, тогда как хадисы запрещали женщине путешествовать в одиночку. К. Хилленбранд назвала ее «женщиной независимого духа». Вняв просьбе визиря и кади, она отправилась обратно в Хлат. Этот эпизод, описанный Ибн аль-Азраком и Ибн аль-Асиром, свидетельствует, по словам О. Турана, что брак был заключён задолго до 1148/49 года.
В 1154 году имя Шах-Бану упоминается в связи с кризисом в Ахлате. Визирь Бахаэддин поссорился с Сукманом и Шах-Бану, покинул Ахлат и отправился в Хой. Однако он был пойман на дороге, доставлен в Ахлат и заключён в тюрьму в Адильджевазе. Собственность его была конфискована.
В 1153/54 году Салтук попал в плен к грузинам. Сукман II и Артукид Неджмеддин Алпы (двоюродный брат Салтука) отправили за Салтука выкуп в размере 100 тысяч динаров. Шах-Бану сыграла главную роль в освобождении отца. По словам Ибн аль-Асира, «она послала царю курджов ценный подарок и просила освободить за выкуп» её отца (Ибн аль-Асир писал «брата» и относил события к 1161 году).
Большинство хронистов писало, что у Сукмана не было сына. Он воспитывал Кутбюддина Иль-Гази II, сына сестры Сукмана и Артукида Неджмеддина Алпы. В начале 1164 (по другим данным 1165) года Шах-Бану была почётным гостем на свадьбе Кутбюддина Иль-Гази, который женился на дочери Фахреддина Кара-Арслана. Она устроила пышный пир в Майяфарикине и преподнесла своему воспитаннику и другим эмирам почётные одеяния (хилаты).
Женщины в бейликах имели право голоса в управлении. Шах-Бану была, вероятно, ближайшим помощником мужа. Ей служил чиновник Эсад ибн Аммар аль-Халати. Шах-Бану много занималась строительством. По её приказу был перестроен в камне старый деревянный мост на Битлисском перевале. Кроме него в 1165 году ею были возведены ещё девять каменных мостов, а также построены все дороги от  Битлиса до Ахлата и Эрзена. Она построила ворота в нижней части Битлиса и постоялый двор под перевалом. На этом постоялом дворе могло быть размещено около 300 вьючных животных с поклажей.
Историк И. Х. Эрдем назвал её «знаменитой женой Сукмана».